# L'Ombre sur la mesure
 (avril 2021).
Si vous disposez d'ouvrages ou d'articles de référence ou si vous connaissez des sites web de qualité traitant du thème abordé ici, merci de compléter l'article en donnant les références utiles à sa vérifiabilité et en les liant à la section « Notes et références ».
Albums de La Rumeur
Je connais tes cauchemars / Le Prédateur isolé
(2002) Nous sommes les premiers...
(2003)
L'Ombre sur la mesure est le premier album long format du groupe de rap La Rumeur. Il paraît en 2002 après une série de 3 maxis. L'album est pressé comme tous les albums de La Rumeur aux formats CD et Vinyle (2*33T).

## Un album polémique
L'Ombre sur la mesure était vendu lors de sa sortie avec un magazine promotionnel (18 pages), La Rumeur Magazine. L'article mis en cause, intitulé Insécurité sous la plume d'un barbare, rédigé exclusivement par Hamé, contenait notamment ceci : « les rapports du Ministère de l’Intérieur ne feront jamais état des centaines de nos frères abattus par les forces de police sans qu’aucun des assassins n’ait été inquiété », le Ministère de l'Intérieur décide de déposer une plainte en 2002 pour « diffamation publique envers la police nationale ».
Le verdict du procès est rendu le 17 septembre 2004. L'auteur du texte, Hamé, est relaxé. En effet, le parquet a estimé que les propos figurant dans cet article relevaient de la liberté d'expression, poursuivant de la sorte : « replacés dans leur contexte, ces propos ne constituent qu'une critique des comportements abusifs, susceptibles d'être reprochés sur les 50 dernières années aux forces de police à l'occasion d'événements pris dans leur globalité ».

## Liste des morceaux
| #  | Titre                                        | Interprète(s)                                                          | Producteur(s)    | Contient un (des) sample(s) de                                                                                             | Durée |
| -- | -------------------------------------------- | ---------------------------------------------------------------------- | ---------------- | --- | ----- |
| 1  | "Entrée"                                     | Interlude                                                              | Kool M et Soul G | - "Hubert prépare son coup" interprété par Michel Magne                                                                    | 1:23  |
| 2  | "Les coulisses de l’angoisse"                | Ekoué, Hamé, Mourad, Philippe                                          | Kool M et Soul G | | 3:18  |
| 3  | "L'ombre sur la mesure"                      | Ekoué, Hamé                                                            | Kool M et Soul G | "Art Blakey and the Jazz Messengers - Alone Together"                                                                      | 3:20  |
| 4  | "Je connais tes cauchemars"                  | Hamé, Philippe                                                         | Kool M et Soul G | | 4:08  |
| 5  | "Interlude 1"                                | Interlude                                                              | Kool M et Soul G | | 0:32  |
| 6  | "Le prédateur isolé"                         | Ekoué                                                                  | Kool M et Soul G | | 2:11  |
| 7  | "Le coffre-fort ne suivra pas le corbillard" | Ekoué, Philippe                                                        | Kool M et Soul G | - Extrait du film de Pierre Granier-Deferre La Métamorphose des cloportes (1965) - Le Grisbi interprété par Fausto Papetti | 4:11  |
| 8  | "Les petites annonces du carnage"            | Mourad, Hamé                                                           | Kool M et Soul G | - "One Cylinder" interprété par Lou Donaldson                                                                              | 3:22  |
| 9  | "Premier matin de novembre"                  | Hamé                                                                   | Didiche          | - Extrait du film de Gillo Pontecorvo La Bataille d'Alger (1966)                                                           | 3:12  |
| 10 | "Écoute le sang parler"                      | Ekoué                                                                  | Kool M et Soul G | | 3:29  |
| 11 | "365 cicatrices"                             | Philippe                                                               | Kool M et Soul G | - "Champs de canne à Paname" interprété par La Rumeur                                                                      | 1:49  |
| 12 | "Le cuir usé d’une valise"                   | Mourad, Hamé, Philippe, Ekoué                                          | Kool M et Soul G | | 3:41  |
| 13 | "Interlude 2"                                | Interlude                                                              | Kool M et Soul G | | 0:19  |
| 14 | "Moha"                                       | Hamé                                                                   | Kool M et Soul G | - "The End of the Rainbow" et "Warning: Live Blueberries" interprété par Lalo Shifrin                                      | 3:34  |
| 15 | "À 20 000 lieues de la mer"                  | Ekoué, Mourad                                                          | Kool M et Soul G | - "Sexy world" interprété par Armando Sciascia                                                                             | 4:05  |
| 16 | "Le silence de ma rue"                       | Philippe                                                               | Kool M et Soul G | - Extrait du film de Joel Schumacher L'expérience interdite (1990)                                                         | 3:16  |
| 17 | "On frappera"                                | Hamé, Philippe, Ekoué                                                  | Kool M et Soul G | | 3:15  |
| 18 | "À les écouter tous"                         | Acto, Casey, Sheryo, Le Téléphone Arabe, Mourad, Ekoué, Philippe, Hamé | Kool M et Soul G | | 4:15  |
| 19 | "Sortie"                                     | Interlude                                                              | Kool M et Soul G | - "Collage" interprété par les Three Degrees                                                                               | 0:46  |

## Je Connais tes Cauchemars / Le Prédateur Isolé
Pour annoncer la sortie de leur premier album, le groupe sort un maxi en janvier 2002 uniquement en format vinyle. Il est intégralement produit par Soul G & Kool M.
```
| Face A :
```

1. Je connais tes cauchemars (Hamé-Philippe / Soul G-Kool M)
2. Je connais tes cauchemars [Instru] (Soul G-Kool M)

```
| Face B :
```

1. Le prédateur isolé (Ekoué / Soul G-Kool M)
2. Le prédateur isolé [Instru] (Soul G-Kool M)

## Réédition
Lors de la réédition de l'album en 2003, les titres de l'EP Nous Sommes les Premiers... ont été ajoutés sur un deuxième disque :
1. À minuit l'égorgeur (Hamé / Soul G-Kool M)
2. La théorie du tonton (Ekoué / Soul G-Kool M)
3. Le dortoir des grands (Philippe-Mourad / Soul G-Kool M)
4. Nous sommes les premiers sur... (Ekoué-Philippe / Soul G-Kool M)

## Distinctions
| Publication        | Pays   | Distinction                | Année | Rang |
| ------------------ | ------ | -------------------------- | ----- | ---- |
| Les Inrockuptibles | France | Les albums de la rédaction | 2002  | #18  |